# Lavandería autoservicio

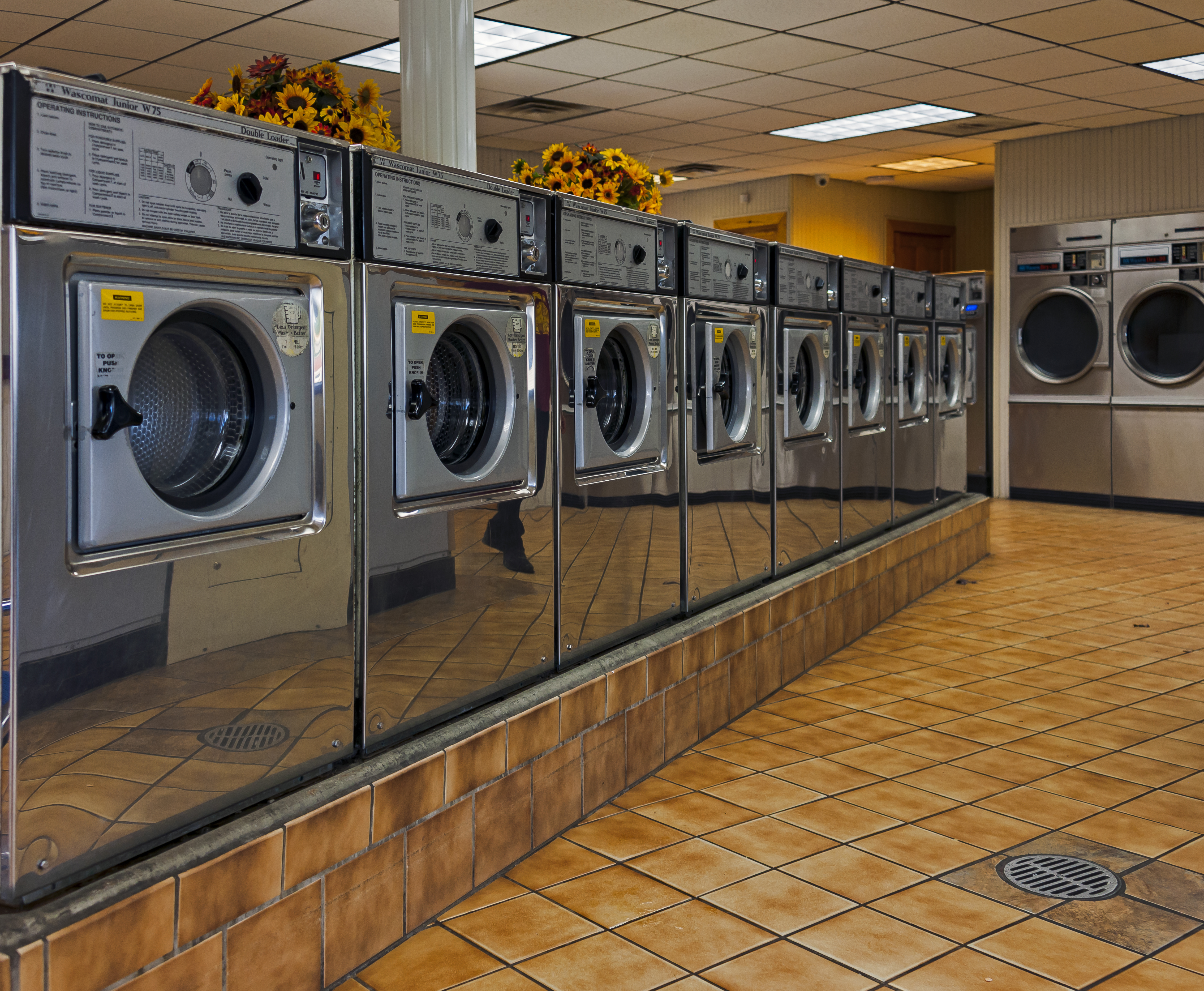
Una fila de lavadoras en una lavandería en Walden, Nueva York.

Una lavandería de autoservicio, una lavandería de autoservicio, una lavandería automática o un lavado a monedas es una instalación donde la ropa se lava y se seca sin mucha ayuda profesional personalizada.

## General
Si bien la mayoría de los hogares tienen sus propias lavadoras y secadoras, muchas personas que no tienen sus propias máquinas utilizan lavanderías de autoservicio. Incluso aquellos que tienen lavadora en sus hogares las usan para ropa de cama grande y otros artículos que no caben en sus lavadoras y secadoras. Los cambios sociales, como la dificultad en el acceso a la vivienda y el cambio de frecuente por trabajo o estudios han hecho que este tipo de locales sean cada vez más frecuentes.

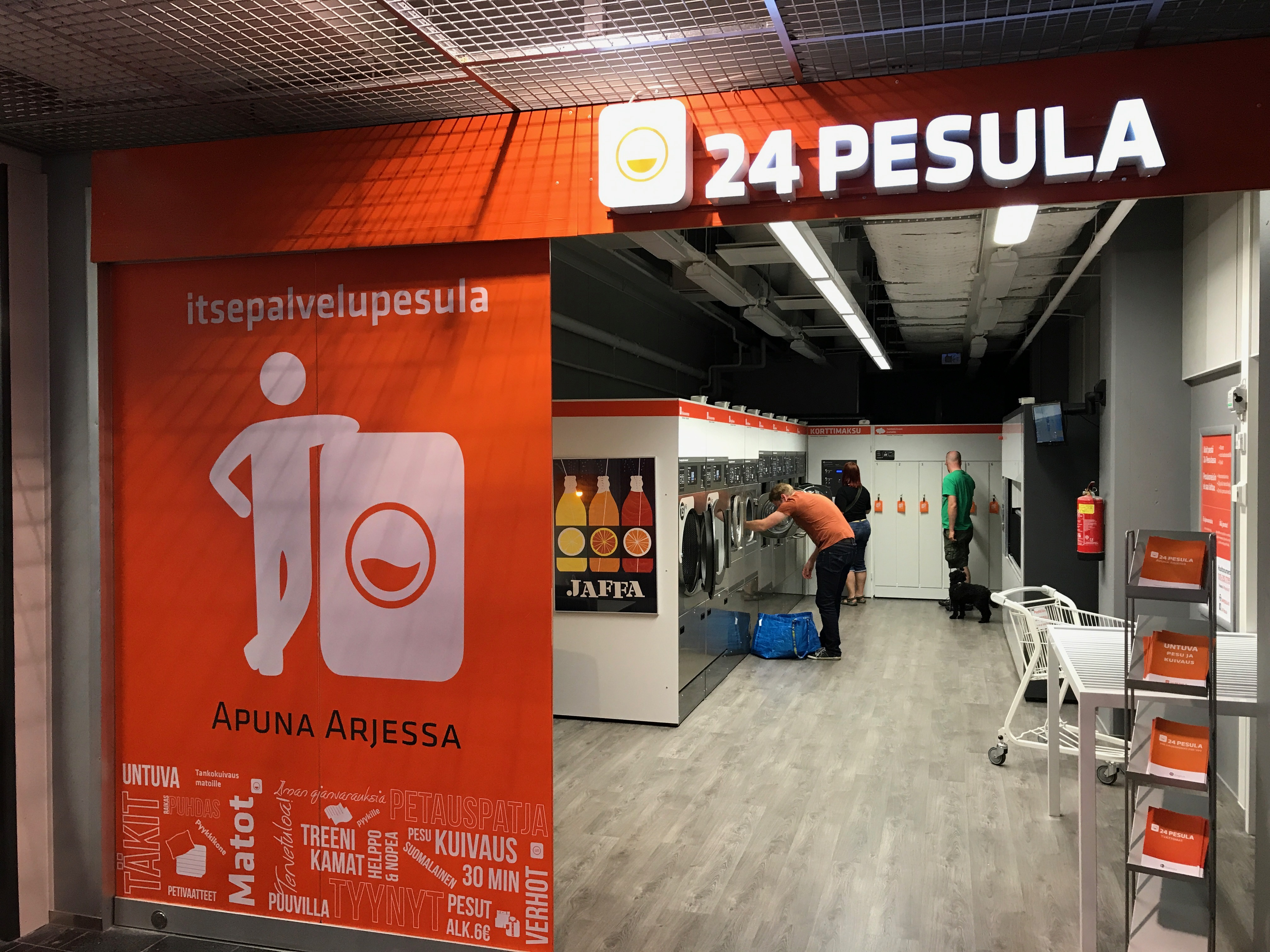
24 Pesula, una lavandería de autoservicio en el centro comercial Ristikko en Konala, Helsinki, Finlandia

## Por países

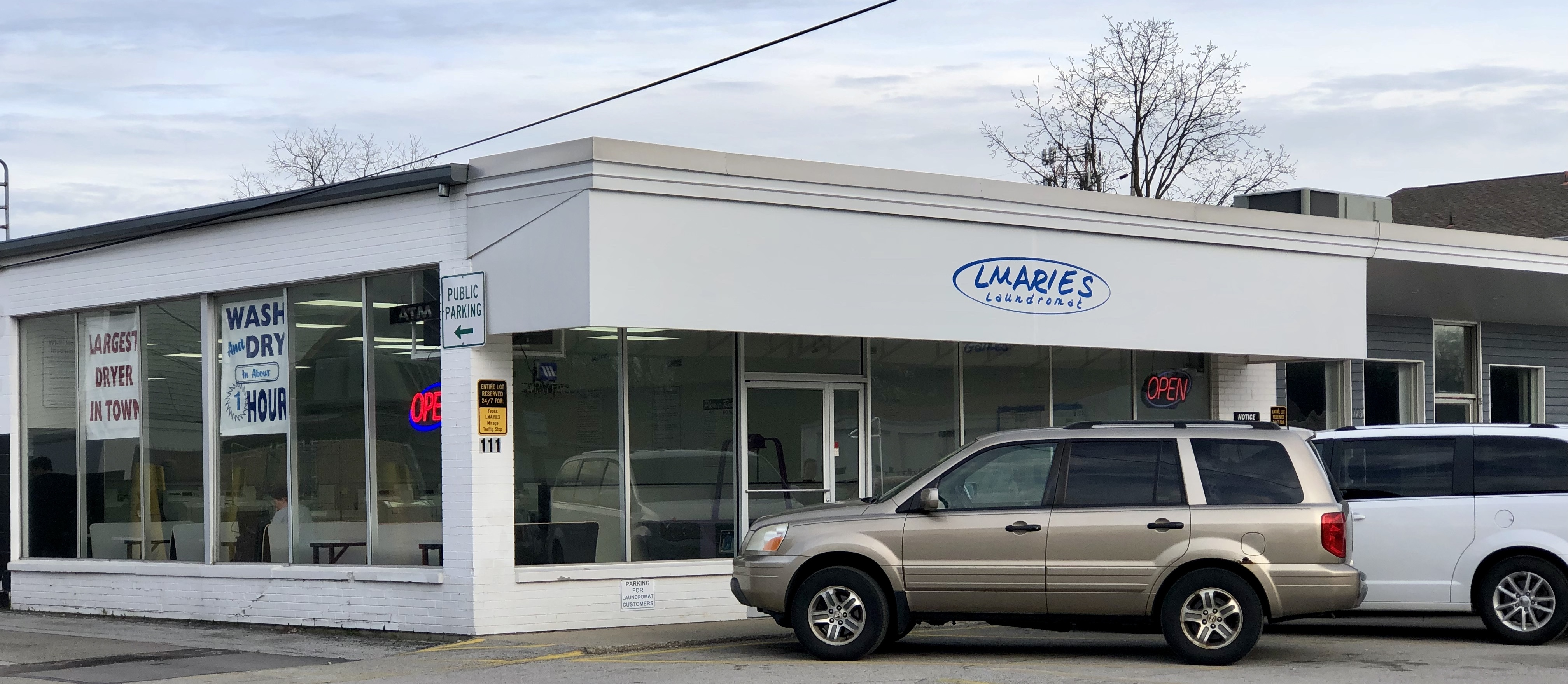
Economía de Bowling Green, Ohio, Lavanderías de autoservicio en Ohio, mayo de 2019 en Ohio

### Australia
En Australia, las lavanderías de autoservicio están ampliamente disponibles y son utilizadas por un buen porcentaje de la población. Debido a su clima templado, Australia tiene un porcentaje mucho menor de propietarios de secadoras, ya que el clima templado permite tender la ropa al aire libre durante la mayor parte del año, con la excepción de algunos meses. El breve invierno australiano ve un aumento en el uso de secadoras, que generalmente se encuentran fácilmente en las lavanderías de autoservicio.

### España
Las lavanderías autoservicio se han convertido en una opción popular y conveniente para lavar la ropa en España. Aunque no se tiene una fecha exacta de la apertura de la primera lavandería autoservicio en España, se cree que este tipo de servicio comenzó a popularizarse a finales del siglo XX. Inspiradas en el modelo estadounidense, las lavanderías autoservicio ofrecían una alternativa práctica y asequible a lavar la ropa en casa, especialmente para aquellos que no contaban con lavadora propia o espacio suficiente para tender la ropa.
En las últimas décadas, las lavanderías autoservicio se han expandido por todo el territorio español, adaptándose a las necesidades de los consumidores y ofreciendo servicios adicionales como lavado en seco, planchado y arreglo de prendas. Las grandes ciudades como Madrid y Barcelona han sido pioneras en la adopción de este tipo de servicio, pero también ha habido un crecimiento significativo en ciudades más pequeñas y zonas rurales. Un ejemplo de esta expansión es la Bugaderia Autoservei Santa Eulàlia, ubicada en Santa Eulàlia de Ronçana, que ofrece servicios de lavado y secado de ropa con lavadoras y secadoras de gran capacidad, incluyendo un apartado especial para la ropa de mascotas.
En la actualidad, las lavanderías autoservicio se encuentran en un momento de auge en España. La demanda de este tipo de servicio sigue creciendo, impulsada por factores como el ritmo de vida acelerado, la falta de tiempo y espacio en los hogares, y la necesidad de ahorrar dinero en el lavado de ropa. Además, la tecnología ha jugado un papel importante en la evolución de las lavanderías autoservicio, con la incorporación de sistemas de pago electrónicos, aplicaciones móviles y programas de lavado más eficientes y sostenibles.
Según un artículo de El Economista, el sector de las lavanderías automáticas está en auge en España, con un crecimiento del 44,7% en el número de establecimientos en el último año. Este crecimiento está impulsado por la demanda de servicios de lavado de ropa rápidos y económicos, así como por la creciente conciencia sobre la sostenibilidad y el ahorro de agua y energía.
Otro artículo de El Periódico destaca que el sector de las lavanderías autoservicio está experimentando un "boom" en España, con un crecimiento del 10% en el último año. Este crecimiento está impulsado por la demanda de servicios de lavado de ropa convenientes y asequibles, así como por la creciente popularidad de los modelos de negocio de franquicia en este sector.

### Nueva Zelanda
En Nueva Zelanda, las lavanderías de autoservicio están disponibles, pero no se utilizan mucho. La cultura de Nueva Zelanda tiende a ser reservada con instalaciones de lavandería internas, pero con el aumento de habitantes de apartamentos esto se está desacelerando. La mayoría de las casas también operan su propia secadora ya que el clima templado puede tener aguaceros a menudo impredecibles. Hay un aumento en los servicios de lavandería y planchado entregados a medida que los neozelandeses en mejores condiciones comienzan a subcontratar, en línea con el valor de su tiempo.[cita requerida]

### Reino Unido
La primera lavandería del Reino Unido (ortografía alternativa: laundrette ) se abrió el 9 de mayo de 1949 en Queensway (Londres) . Las lavanderías automáticas del Reino Unido están principalmente automatizadas y funcionan con monedas, y cuentan con personal o sin personal. Algunos pueden tener personal durante menos horas que el tiempo de funcionamiento cada semana.[cita requerida] Por lo general, se encuentran solo en áreas urbanas y suburbanas, y han sido características comunes de la vida urbana desde la década de 1960. En las últimas dos décadas ha habido una disminución en el número de lavanderías, a aproximadamente 3000 a nivel nacional.[cita requerida]
El rápido aumento de las tarifas de los servicios públicos, el alquiler de los locales y el menor costo de compra de las máquinas domésticas se han señalado como las principales razones de la reciente disminución. Los altos costos iniciales de lanzamiento, específicamente para lavadoras y secadoras comerciales, también se han comentado como razones para que haya menos nuevos participantes en el mercado. Además, las actualizaciones de las máquinas pueden tener un costo prohibitivo, lo que ha frenado la inversión en las instalaciones.
Muchas de las operaciones con personal en el Reino Unido tienen servicios de valor agregado, como planchado, limpieza en seco y servicio de lavado, que resultan populares entre profesionales ocupados, estudiantes y personas mayores. Los bloques de alojamiento para estudiantes a menudo tienen sus propias lavanderías sin personal, que normalmente son administradas comercialmente con ganancias por parte del proveedor de alojamiento.
Los directorios locales, como las páginas amarillas y Thomson, solo muestran aquellas lavanderías que han optado por pagar por una entrada en sus directorios, por lo que las tendencias son difíciles de evaluar.   Sin embargo, las grandes ciudades como Birmingham, Bristol, Leeds, Liverpool, Londres, Mánchester, Sheffield y Southampton tienen un número significativo de lavanderías, al igual que muchas zonas turísticas costeras.
Los principales fabricantes que sirven al Reino Unido en este mercado son Electrolux, IPSO, Maytag y Primus. Marcas como Frigidaire y Speed Queen también se implementan regularmente, la mayoría con origen en Bélgica y EE. UU.

### Estados Unidos
Las lavanderías de autoservicio en los Estados Unidos se denominan más comúnmente lavanderías automáticas. El término "Laundromat", que es como se conoce a estos establecimientos en este país, es la marca registrada genérica de Westinghouse Electric Corporation ) y fue creado por su empleado, George Edward Pendray . "Washateria" es un nombre alternativo para lavandería, pero no es de uso común fuera de Texas. El término proviene de la primera lavandería en los Estados Unidos, que se conocía como washateria y fue inaugurada el 18 de abril de 1934 en Fort Worth, Texas, por CA Tannahill. Aunque las lavadoras a vapor se inventaron en el siglo XIX, su costo las puso fuera del alcance de muchos. Cantrell y otros comenzaron a alquilar el uso a corto plazo de sus máquinas. La mayoría de las lavanderías en los EE. UU. están totalmente automatizadas y funcionan con monedas y generalmente no tienen personal, y muchas funcionan las 24 horas del día. La invención de la lavadora que funciona con monedas se atribuye a Harry Greenwald de Nueva York, quien creó Greenwald Industries en 1957; la empresa comercializó los dispositivos durante el siglo XX. Si bien las lavanderías automáticas que funcionan con monedas son muy comunes, algunas aceptan tarjetas de crédito o brindan su propio sistema de tarjetas.
La Oficina del Censo de los Estados Unidos estima que hay 11.000 de este estilo de lavandería en los EE. UU., empleando a 39.000 personas y generando más de $ 3.4 mil millones cada año.

## En la cultura popular
- Mi bella lavandería , película de 1985
- Mi bella lavandería, obra de teatro de 2019